# Txagra de James
El txagra de James (Tchagra jamesi) és un ocell de la família dels malaconòtids (Malaconotidae).

## Hàbitat i distribució
Habita zones àrides amb matolls espinoso a l'est de Sudan del Sud, nord-est d'Uganda, sud d'Etiòpia, Somàlia i nord i est de Kenya.